# Шах (династия)
Шах (непальск. जाँच गर्नुहोस्) — правящая династия Непала с момента его объединения в 1768 году и до низложения монархии в 2008 году.

## История
Династию основал король Горкхи Притхви Нараян, объединив Непал. Существует легенда, что над династией тяготело проклятие, наложенное на её основателя. Практически на всём протяжении её правления в Непале постоянно шла борьба за власть. В 1847—1951 годах Непалом фактически правила династия Рана. Радикальные меры последних королей привели к тому, что страна пришла к нестабильности, а в 2001 году король Бирендра был убит его сыном и наследником Дипендрой. Данное событие сильно подорвало авторитет непальской монархии, которая окончательно была отменена в 2008 году, став последней индуистской династией в мире.

### Уточнение
Притхвинараян Шах был первым правителем «единого» Непала. Однако до 1768 года современный Непал состоял из различных небольших королевств, в которых продолжали править шахи (особенно в Горкхе). Таким образом, настоящая история династии Шах берёт своё начало задолго до Притхвинараян Шаха.

## Список королей Непала
- Притхви Нараян Шах Дева (27 декабря 1722 — 11 января 1775), первый король из династии Шах (25 сентября 1768 — 11 января 1775)
- Пратап Сингх Шах Дева[англ.] (16 апреля 1751 — 17 ноября 1777, второй король (11 января 1775 — 17 ноября 1777), старший сын предыдущего
- Рана Бахадур Шах Дева (25 мая 1775 — 25 апреля 1806), третий король (17 ноября 1777 — 23 марта 1799), второй сын предыдущего
- Раджендра Лакшми (Раджендра Раджья Лакшми Деви) (? — 13 июля 1785), королева-регентша (17 ноября 1777 — 31 августа 1778), вдова Пратапа Сингха и мать Раны Бахадура
- Бахадур Шах (16 июня 1757 — 24 июня 1797), принц-регент (31 августа 1778 — 20 июня 1779), младший сын Притхви Нараяна Шаха
- Ранджендра Лакшми (Раджендра Раджья Лакшми Деви) (? — 13 июля 1785), регентша (20 июня 1779 — 13 июля 1785)
- Бахадур Шах (16 июня 1757 — 24 июня 1797), принц-регент (13 июля 1785 — 6 июня 1794), младший сын Притхви Нараяна Шаха
- Гирван Юддха Бикрам Шах Дева[англ.] (19 октября 1797 — 20 ноября 1816), четвёртый король (23 марта 1799 — 20 ноября 1816), сын Раны Бахадура Шаха
- Раджешвари Деви (Шри Видья Лакшми Деви) (? — 5 мая 1806), королева-регентша (23 марта 1799 — апрель 1800), первая жена Раны Бахадура Шаха
- Субарна Прабха Деви (ок. 1779—1806), королева-регентша (апрель 1800 — февраль 1803), вторая жена Раны Бахадура Шаха
- Раджешвари Деви (Шри Видья Лакшми Деви) (? — 5 мая 1806), королева-регентша (февраль 1803—1804), первая жена Раны Бахадура Шаха
- Рана Бахадур Шах Дева (25 мая 1775 — 25 апреля 1806), регент (1804 — 25 апреля 1806), второй сын короля Пратапа Сингха
- Лалит Трипура Сундари (1794 — 6 апреля 1832), королева-регентша (25 апреля 1806 — 6 апреля 1832), младшая жена Раны Бахадура Шаха
- Раджендра Бикрам Шах Дева (3 декабря 1813 — 10 июля 1881), пятый король (20 ноября 1816 — 12 мая 1847), второй сын Гирвана Юддхи Бикрама Шаха
- Раджья Лакшми Деви (ок. 1814 — до 1900), королева-регентша (5 января 1843 — ноябрь 1846), младшая жена Раджендры Бикрама Шаха
- Сурендра Бикрам Шах Дева (20 октября 1829 — 17 мая 1881), шестой король (12 мая 1847 — 17 мая 1881), старший сын Раджендры Бикрама Шаха от первого брака
- Притхви Бир Бикрам Шах Дева (8 августа 1875 — 11 декабря 1911), седьмой король (17 мая 1881 — 11 декабря 1911), внук Сурендры
- Лалит Раджья Лакшми Деви (? — ?), регентша (17 мая 1881 — 8 августа 1893), мать Притхви Бира Бикарама Шаха
- Трибхуван Бир Бикрам Шах Дева (30 июня 1906 — 13 марта 1955), 8-й король (11 декабря 1911 — 7 ноября 1950), единственный сын Притхви
- Ревати Раман Раджья Лакшми Деви (1878—1925), королева-регентша (с 11 декабря 1911), мать предыдущего
- Гьянендра Бир Бикрам Шах Дева (род. 7 июля 1947), король (первое правление, 7 ноября 1950 — 7 января 1951), второй сын короля Махендры
- Трибхувана Бир Биркам Шах Дева (30 июня 1906 — 13 марта 1955), король (второе правление, 7 января 1951 — 13 марта 1955), единственный сын Притхви Бира Бикрама Шаха
- Махендра Бир Бикрам Шах Дева (11 июня 1920 — 31 января 1972), 9-й король (13 марта 1955 — 31 января 1972), старший сын предыдущего
- Бирендра Бир Бикрам Шах Дева (28 декабря 1945 — 1 июня 2001), 10-й король (31 января 1972 — 1 июня 2001), старший сын короля Махендры
- Дипендра Бир Бикрам Шах Дева (27 июня 1971 — 4 июня 2001), король (1—4 июня 2001), старший сын короля Бирендры
- Гьянендра Бир Бикрам Шах Дева (род. 7 июля 1947), последний король из династии Шах (второе правление, 4 июня 2001 — 8 мая 2008), второй сын короля Махендры и младший брат короля Бирендры.

## Галерея
- Притхви Нараян Шах Дева (1723–1775), первый король Непала (1768–1775)
- Пратап Сингх Шах Дева[англ.] (1751–1777), второй король Непала (1775–1777)
- Рана Бахадур Шах Дева (1775–1806), третий король Непала (1777–1799)
- Раджендра Бикрам Шах Дева (1813–1881), пятый король Непала (1816–1847)
- Сурендра Бикрам Шах Дева (1829–1881), шестой король Непала (1847–1881)
- Притхви Бир Бикрам Шах Дева (1875–1911), седьмой король Непала (1881–1911)
- Трибхуван (1906–1955), король Непала (1911–1950, 1951–1955)
- Махендра (1920–1972), король Непала (1955–1972)
- Бирендра (1945–2001), король Непала (1972–2001)